# Мартина Милер
Мартина Милер (* 11. октобар 1982. Хамбург) је професионална немачка тенисерка.
У каријери је освојила 10 ИТФ турнира у појединачној и 9 у конкуренцији парова. Дебитовала је као професионални играч 1999. Освојила је и један ВТА турнир појединачно и један у игри парова.

### Пласман на ВТА листи на крају сезоне
| Година  | 1999 | 2000 | 2001 | 2002 | 2003 | 2004 | 2005 | 2006 | 2007 | 2008 |
| Пласман | 306  | 435  | 104  | 70   | 327  | 182  | 109  | 34   | 53   | 185  |

## Резултати Мартине Милер

### Победе појединачно (1)
|   | Датум    | име и место турнира       | Кат. | ($)     | Терен       | Противник                  | Резултат      |
| 1 | 15/04/02 | Budapest Open, Будимпешта | V    | 110.000 | Земља (от.) | Мирјам Казанова Швајцарска | 6-2, 3-6, 6-4 |

### Порази у финалу појединачно (1)
|   | Датум    | име и место турнира                          | Кат. | ($)     | Терен       | Противник            | Резултат |
| 1 | 16/07/07 | Internazionali Femminili di Palermo, Палермо | IV   | 145.000 | Земља (от.) | Агнес Савај Мађарска | 6-0, 6-1 |

### Победе у пару (1)
| Бр. | Датум    | Турнир                        | Катего- рија | Наградни фонд $ | Подлога     | Партнерка                          | Противници                                          | Резултат |
| 1   | 17/06/02 | Ordina Open, ‘s-Hertogenbosch | III          | 170.000         | Трава (от.) | Catherine Barclay-Reitz Аустралија | Bianka Lamade Немачка · Магдалена Малејева Бугарска | 6-4, 7-5 |

### Порази у финалу у пару (3)
| Бр. | Датум    | Турнир                                 | Катего- рија | Наградни фонд $ | Подлога     | Противници                                                      | Партнерка                           | Резултат    |
| 1   | 22/05/06 | Internationaux de Strasbourg, Стразбур | III          | 175.000         | Зенља (от.) | Лизел Хубер Јужна Африка · Мартина Навратилова Сједињене Државе | Андреа Ванк Румунија                | 6-2, 7-6(1) |
| 2   | 23/04/07 | Grand Prix de Budapest, Будимпешта     | III          | 175.000         | Земља (от.) | Агнез Савај Мађарска · Владимира Ухлиржова Чешка                | Габријела Навратилова Чешка         | 7-5, 6-2    |
| 3   | 31/12/07 | АСБ класик Окланд, Окланд              | IV           | 175.000         | Тврда (от.) | Лилија Остерло Сједињене Државе · Марија Коритцева Украјина     | Барбара Захалова Стрицовај Украјина | 6-3, 6-4    |

### Учешће наГренд слемтурнирима

#### Појединачно
| Година | Аустралија Опен | Аустралија Опен                 | Роланд Гарос | Роланд Гарос                | Вимблдон | Вимблдон                  | УС Опен | УС Опен                         |
| 2001   | -               | -                               | -            | -                           | -        | -                         | 1 коло  | Denisa Chládková Чешка          |
| 2002   | 2 коло          | Никол Прат Аустралија           | 2 коло       | Јелана Лиховцева Русија     | 1 коло   | Denisa Chládková Чешка    | 3 коло  | Венус Вилимамс Сједињене Државе |
| 2003   | 1 коло          | Antonella Serra Zanetti Италија | 1 коло       | Вера Звонарјова Русија      | -        | -                         | -       | -                               |
| 2004   | -               | -                               | -            | -                           | -        | -                         | -       | -                               |
| 2005   | -               | -                               | -            | -                           | -        | -                         | 1 коло  | Ким Клајстерс Белгија           |
| 2006   | 2 коло          | Нађа Петрова Русија             | 2 коло       | Франческа Скјавоне Италија  | 2 коло   | Анастасија Мискина Русија | 2 коло  | Шахар Пер Израел                |
| 2007   | 2 коло          | Јелена Дементјева Русија        | 2 коло       | Доминика Цибулкова Словачка | 2 коло   | Адњешка Радовањска Пољска | -       | -                               |

### У пару
| Година | Аустралија Опен                             | Аустралија Опен                                         | Роланд Гарос                          | Роланд Гарос                                          | Вимблдон                             | Вимблдон                                                  | УС Опен                          | УС Опен                                             |
| 2002   | 2 коло · Барбара Ритнер Немачка             | Вирхиниа Руано Паскуал Шпанија · Паола Суарез Аргентина | -                                     | -                                                     | -                                    | -                                                         | 1 коло · Марта Мареро Шпанија    | Натали Деши Француска · Мајлен Тју Сједињене Државе |
| 2003   | 1 коло · Catherine Barclay-Reitz Аустралија | K. Freye Немачка · Драгана Зарић Србија и Црна Гора     | 2 коло · Bianka Lamade\| Немачка      | Емануеле Гаљарди Швајцарска · Пати Шнидер Швајцарска  | 1 коло · Bianka Lamade\| Немачка     | Силвија Фарина Елиа · Татјана Габрин Италија              | -                                | -                                                   |
| 2004   | -                                           | -                                                       | 1 коло · Julie Ditty Сједињене Државе | Ли Тинг · Сун Тиантиан Кина                           | -                                    | -                                                         | -                                | -                                                   |
| 2005   | 1 коло · Јулија Шруф Немачка]               | Лиза Рејмонд Сједињене Државе · Рене Стабс Аустралија   | -                                     | -                                                     | -                                    | -                                                         | -                                | -                                                   |
| 2006   | -                                           | -                                                       | 2 коло · Софија Арвидсон Шведска      | Данијела Хантухова Словачка · Ај Сугијама Јапан       | 1 коло · Софија Арвидсон Шведска     | Марион Бартоли Француска · Шахар Пер Израел               | 1 коло · Софија Арвидсон Шведска | Квета Пешке Чешка · Франческа Скијавоне Италија     |
| 2007   | 2 коло · Екатерина Бичкова Русија           | Анабел Медина Гаригес Шпанија · Сања Мирза Индија       | 2 коло · Габријела Навратилова Чешка  | Марија Елена Камерин Италија · Жисела Дулко Аргентина | 1 коло · Габријела Навратилова Чешка | Бетани Матек Сједињене Државе · Брајан Стјуарт Аустралија | -                                | -                                                   |

### Учешће у Фед купу
Види детаље: (језик: енглески) fedcup.com